# Luciana Lamorgese
Luciana Lamorgese (Potenza, 11 settembre 1953) è una dirigente pubblica, prefetta e politica italiana.
Dal 5 settembre 2019 al 22 ottobre 2022 è stata ministra dell'interno nei governi Conte II (2019-2021) e Draghi (2021-2022).

## Biografia
Nata a Potenza l'11 settembre 1953, ha frequentato il liceo classico Pietro Colletta di Avellino e poi l'Università degli Studi di Napoli "Federico II", dove si è laureata con lode in giurisprudenza, abilitandosi alla professione di avvocato. 
È stata membro della direzione generale per l'Amministrazione generale e per gli Affari del Personale dal dicembre 1980 al dicembre 1985, poi vice-prefetto ispettrice di Varese dal 1º gennaio 1989 al 1994. Viene nominata vice-prefetto di Varese dal 1994 al 1996, quindi ricopre il ruolo di direttrice dell'ufficio Ordinamento della Pubblica Amministrazione dall'ottobre 1996 al 2003 e di direttrice centrale per le risorse umane del dipartimento per gli Affari interni e territoriali dal 28 luglio 2003 sino al 4 agosto 2008.
Vice capo del dipartimento per l'espletamento delle funzioni vicarie del dipartimento per le Politiche del Personale dell'Amministrazione civile e per le Risorse strumentali e finanziarie dal 4 agosto 2008 al 10 dicembre 2008, viene in seguito nominata Vice capo di Gabinetto per l'espletamento delle funzioni vicarie a partire 10 dicembre 2008 fino al 10 gennaio 2012. Ricopre poi l'incarico di Capo del dipartimento per le Politiche del Personale dell'Amministrazione civile e per le Risorse strumentali e finanziarie dal 10 gennaio 2012 al 19 luglio 2013
Lavora per il Viminale dal 1979, inizialmente presso la prefettura di Varese diventando viceprefetto ispettrice nel 1989, viceprefetto nel 1994 e prefetto nel 2003. È stata direttrice delle Risorse umane presso il Dipartimento per gli affari interni e territoriali, ricoprendo numerosi incarichi presso gli uffici centrali del ministero. È stata prefetto di Venezia dal 2010 al giugno 2013. Nel 2012 diventa capo del Dipartimento per le politiche del personale dell’Amministrazione civile. Nel 2013 viene chiamata dall'allora Ministro dell'Interno Angelino Alfano per ricoprire il ruolo di suo Capo di Gabinetto, in sostituzione di Giuseppe Procaccini, coinvolto nel caso Shalabayeva. Viene confermata nell'incarico da Marco Minniti.
Nel 2017 è promossa da Marco Minniti a Prefetto di Milano, succedendo ad Alessandro Marangoni, andato in pensione. Con lei si sarebbe registrato un calo dei reati dell'8,7% nella Prefettura di Milano rispetto all'anno precedente: per questo motivo, il giorno del suo pensionamento ha ricevuto una targa di ringraziamento da Matteo Salvini. Il 13 novembre 2018, un mese dopo essere andata in pensione, viene nominata consigliere di Stato dal Consiglio dei Ministri presieduto da Giuseppe Conte, nel suo primo governo.

### Ministro dell'Interno
Dal 5 settembre 2019 ricopre la carica di Ministro dell'interno nel governo Conte II, succedendo a Matteo Salvini..
È la terza donna nella storia della Repubblica Italiana a ricoprire l'incarico di Ministro dell'interno, dopo Rosa Russo Iervolino (nel governo D'Alema I, tra il 1998 e il 1999) e Annamaria Cancellieri (nel governo Monti, tra il 2011 e il 2013). È, inoltre, la terza volta che un prefetto in pensione occupa questo incarico, preceduta da Giovanni Rinaldo Coronas e Annamaria Cancellieri.
Il 23 settembre 2019, l'Italia e altri quattro Stati membri dell'Unione europea, Germania, Francia, Malta e Finlandia, hanno concordato un progetto di accordo da presentare agli altri Paesi dell'UE su come gestire la crisi dei migranti; in particolare gli sbarchi verrebbero gestiti secondo un meccanismo volontario di rotazione dei porti. Il meccanismo di redistribuzione automatica dei migranti salvati nel Mediterraneo settentrionale da navi umanitarie, militari o commerciali riguarderebbe non solo chi ha diritto alla protezione umanitaria ma tutti i richiedenti asilo, cioè la quasi totalità di chi sbarca. La redistribuzione avverrebbe solo tra i paesi aderenti, e dunque su base volontaria e non obbligatoria, e lo Stato aderente dovrebbe farsi carico dell'accoglienza dei migranti, della valutazione dell'istanza di asilo, ma anche dei rimpatri di chi non ne ha diritto. Dopo più di un anno tuttavia il progetto non è stato ancora realizzato e rimane una proposta in discussione. Nel 2019 sono sbarcate in Italia 11.471 persone (escludendo tipologie di arrivi diverse dagli sbarchi), e ne sono state trasferite con ricollocamenti 262, 172 delle quali dopo il 5 settembre.
Con il diffondersi della pandemia di COVID-19 in Italia, agli inizi del 2020, la ministra Lamorgese e l'intero governo Conte II hanno dovuto fronteggiare le conseguenze della pandemia, anche per quanto concerne l'ordine pubblico.
Lamorgese è stata confermata come ministra anche nel governo Draghi, in carica dagli inizi del 2021. In merito alla sua gestione dell'ordine pubblico nel corso dell'anno,  è stata oggetto di critiche da parte di esponenti politici: dapprima per il mancato sgombero di un rave party non autorizzato, tenutosi in estate nella provincia di Viterbo, con migliaia di partecipanti giunti da tutta Europa e protrattosi per giorni; quindi per quanto accaduto il 9 ottobre a Roma, ove esponenti di Forza Nuova hanno preso d'assalto la sede nazionale della CGIL, e il 18 ottobre al porto di Trieste, ove la Polizia di Stato ha sgomberato con idranti e lacrimogeni un presidio dei portuali contrari all'obbligo di certificazione verde sul luogo di lavoro deliberato dall'esecutivo.

### Vita privata
Figlia dell'ex prefetto Italo Lamorgese, è coniugata con l'infettivologo Orlando Armignacco. La coppia ha due figli.

## Posizioni politiche
Lamorgese non ha mai ricoperto cariche politiche né partecipato attivamente alla vita di un partito. Durante la sua carriera in prefettura ha sostenuto l'accoglienza insieme a posizioni molto nette sul rispetto del decoro e contro le occupazioni abusive. 
Non a caso descritta come "stimatissima dalla Caritas e dalle associazioni del Terzo settore", ha gestito il piano d'incentivi alle strutture che ospitano richiedenti asilo e contribuito a creare i primi hotspot di accoglienza durante la "crisi dei rifugiati" degli anni 2015-2017. Al fine di evitare che l'accoglienza dei profughi si concentrasse in poche città, Lamorgese ha cancellato alcune ordinanze varate dai comuni a maggioranza leghista quali Cologno Monzese, Senago, Trezzo sull'Adda, che prevedevano sanzioni per i cittadini e gli enti intenzionati a ospitare richiedenti asilo.
Contemporaneamente, durante il suo mandato a Milano, Lamorgese ha eseguito 127 sgomberi, soprattutto di immigrati irregolari e tossicodipendenti, da palazzi occupati abusivamente. Fra gli sgomberi più clamorosi viene citato quello di un palazzo situato in via Cavezzali, che Lamorgese ricorda di aver preparato per otto mesi, e di un altro al numero 59 di via Palmanova, nella zona di viale Padova, noto per un grosso traffico di stupefacenti.
Matteo Salvini ha dichiarato che sotto Lamorgese, nella Prefettura di Milano si è registrato un calo dei reati dell'8,7% rispetto all'anno precedente: per questo motivo, le ha regalato una targa di ringraziamento il giorno del suo pensionamento.
La sua nomina a ministra sarebbe stata fortemente voluta dal Presidente della Repubblica Sergio Mattarella.
Nel febbraio 2020, a seguito della comparsa di una scritta antisemita sulla porta di una donna deportata in un lager nazista a Mondovì, e delle lettere di minaccia inviate a Liliana Segre e al fondatore e al direttore del quotidiano La Repubblica, rispettivamente Eugenio Scalfari e Carlo Verdelli, Lamorgese dichiara che in Italia l'odio è diventato "un'emergenza culturale e sociale".
Il 28 ottobre 2020, la ministra dell'Interno Luciana Lamorgese e il capo della polizia Franco Gabrielli hanno promosso Pietro Troiani e Salvatore Gava, due funzionari che erano stati condannati in via definitiva in relazione ai fatti del G8 di Genova del 2001, a 3 anni e 8 mesi, più 5 anni di interdizione dai pubblici uffici, il primo per aver portato materialmente le due bombe molotov nella scuola Diaz e il secondo per averne falsamente attestato il rinvenimento all’interno.